# Прикаспийский (Калмыкия)
Прикаспийский (до 1947 г. — Цекерта; калм. Цәкртә) — исчезнувший посёлок в Лаганском районе Калмыкии. Посёлок на берегу Джилькитинского банка, между сёлами Белое Озеро и Джилькита, на расстояние около 20 км от Каспийского моря.

## Название
Название Цекерта производно от калмыцкого калм. Цәкр — мутно-белый; белёсый и, скорее всего, отражает цвет, характерный для вод прибрежных водоёмов Каспийского моря.

## История
Дата основания не известна. Можно предположить, что оседлый населённый пункт на этом месте возник не ранее 1910-х годов. Так, на карте 1903 года место, где было расположено село отменено как часть Каспийского моря. В годы коллективизации здесь был создан колхоз имени Кирова. Село Цекерта являлось центром Цекертинского сельсовета Улан-Хольского улуса Калмыки. Село Цекерта обозначено на немецкой карте 1941 года. После депортации калмыков село было передано Астраханской области. К 1947 году село было преобразовано в посёлок Прикаспийский: если на карте 1946 года село обозначено под своим первоначальным названием, что на карте СССР 1947 года обозначено уже как посёлок Прикаспийский. Как населённый пункт посёлок Прикаспийский обозначен на международной миллионной карте 1964 года, однако можно предположить, что к этому времени населённый пункт уже исчез. После возвращения из депортации многие цекертинцы осели в посёлках Буровой и Артезиан Черноземельского района Калмыкии.

## Известные жители и уроженцы
- Басангов, Баатр Бадмаевич (калм. Баснга Баатр, 1911 г., хотон Цекерта, Уланхольский улус, Астраханская губерния, Российская империя — 25.04.1944, Абакан, Хакасия, РСФСР) — калмыцкий советский писатель, драматург, поэт, переводчик.
- Манджиев, Нимгир Манджиевич — (калм. Манҗин Нимгр, 1905 г., хотон Цекерта, Уланхольский улус, Астраханская губерния, Российская империя — март 1936 г., Ялта, СССР) — калмыцкий писатель, поэт, драматург.